# Cardiophorus africanus
Cardiophorus africanus is een keversoort uit de familie kniptorren (Elateridae). De wetenschappelijke naam van de soort is voor het eerst geldig gepubliceerd in 1922 door Edmond Fleutiaux.
De beschrijving gebeurde aan de hand van twee exemplaren, 12 à 13 mm lang, verzameld aan de Cuandorivier in wat toen westelijk Rhodesië werd genoemd (tegenwoordig Zambia), in november 1914 door de "Mission Rohan-Chabot", een Franse expeditie naar Angola en Rhodesië in 1912-1914 onder leiding van graaf Jacques de Rohan-Chabot.